# Centrum Nauki Keplera w Zielonej Górze
Centrum Nauki Keplera w Zielonej Górze – centrum nauki, edukacyjna instytucja popularyzująca naukę w formie interaktywnych instalacji i pokazów. Stawia sobie za cel łączenie nauki i zabawy oraz prowadzenie działań upowszechniających naukę. Centrum Nauki Keplera obejmuje Planetarium Wenus i Centrum Przyrodnicze znajdujące się w dwóch różnych częściach miasta. Centrum jest filią Zielonogórskiego Ośrodka Kultury. Centrum Nauki Keplera jest pionierskim projektem na ziemi lubuskiej.

## Opis
Centrum Nauki Keplera powstało w 2015. We wrześniu otwarto Centrum Przyrodnicze, które mieści się w odnowionych pofabrycznych budynkach Lubuskich Zakładów Aparatów Elektrycznych „Lumel” pochodzących z lat 60. XIX w. Na stałą ekspozycję składają się interaktywne stanowiska związane z fizyką, biologią oraz naukami o człowieku i Ziemi. Natomiast Planetarium Wenus powstało na bazie istniejącego budynku po byłym kinie Wenus. W planetarium znajduje się ruchoma kopuła o średnicy dziesięciu metrów, na której odbywają się pokazy nieba i projekcje filmów w rozdzielczości 4K. Sala wyposażona jest w 375 miejsc w tym w 93 ruchome fotele znajdujące się bezpośrednio pod kopułą. Centrum powstało m.in. dzięki dofinansowaniu z programu operacyjnego współpracy transgranicznej Polska–Saksonia. Jego patronem jest Johannes Kepler, który w latach 1628–1630 mieszkał i pracował w pobliskim Żaganiu.

## Działalność
Centrum Przyrodnicze oferuje m.in.:
- sale stanowisk interaktywnych i wystawy czasowe,
- zajęcia dedykowane dla grup,
- projekty takie jak: Akademia Młodego Biologa, Spotkania Przyrodników, Akademia Zwierzaka dla Szkolniaka, Akademia młodych Projektantów, Duże podróże za pieniądze (nie)duże,
- warsztaty tematyczne[5].

Planetarium Wenus oferuje m.in.:
- sala planetaryjna, w której odbywają się pokazy na żywo i filmowe prezentowane pod 10 metrową kopułą,
- jaskinia światła – 8 stanowisk prezentujących różne zjawiska optyczne,
- ekspozycja prezentująca planety układu Słonecznego oraz Księżyc,
- wystawa ponad 100 meteorytów z całego świata;
- multimedialna pracownia komputerowa – Centrum Lotów Kosmicznych, składająca się ze stanowisk dla 30 uczestników zajęć[6].